# Das Spukschloß in der Via Veneto
Das Spukschloß in der Via Veneto (Originaltitel Fantasmi a Roma) ist eine italienische Filmkomödie mit Fantasyelementen, die Antonio Pietrangeli 1961 inszenierte. Der mit Marcello Mastroianni und Sandra Milo in den Hauptrollen besetzte Film kam am 12. Juli 1963 in deutsche Kinos.

## Handlung
Der Prinz von Roviano lebt in seinem römischen Palast in friedlicher Koexistenz mit den Geistern gewaltsam umgekommener Verwandter. Als er bei einer missglückten Reparatur eines Wasserkochers stirbt, ist der Palast verkäuflich; es droht die Zwangsräumung, was die Geister in Panik versetzt. Sie tun alles, um die Erben auszutricksen.
Der Erbe Federico Roviano muss einen ansehnlichen Gewinn erwirtschaften, um seine finanzielle Lage auszugleichen und will das Gebäude verkaufen; zur Abwendung des drohenden Abrisses wollen die Geister das Gebäude zum Nationaldenkmal erklären lassen; ein Fresko wird mit ihrer Hilfe zum unschätzbar wertvollen Kunstwerk. Federico fügt sich in sein Schicksal und zieht zu den Geistern ins Haus.

## Kritik
„Die Handlung ist ein Nichts“, schrieb Heinz Stempel in Filmkritik, „die Inszenierung alles. Die Realität ist nur eine Rampe für das faunische Spiel der Geister.“, wogegen das Lexikon des internationalen Films einschränkt: „Der amüsante Einfall verliert sich in Oberflächlichkeit.“ Der italienische Kritiker L. Pestelli meinte in La Stampa: „Pietrangeli hat einen angenehmen Film gedreht, ein ansprechendes Schauspiel, auch wenn es manchmal etwas zu verzögert und aufdringlich wird im Wechselspiel von Märchen und Satire.“ Besonders lobend erwähnte er die Fotografie des Films.

## Musik
Teile der Filmmusik wurden von Lina Wertmüller in ihrem Film d'amore e d'anarchia wiederverwendet. Mastroianni summt im Film das Lied Coriandoli und Sandra Milo singt Restiamo così.

## Synchronisation
In der deutschsprachigen Version hört man Reinhard Glemnitz (Mastroianni), Rosemarie Fendel (Milo), Helmo Kindermann (Gassman), Werner Lieven (Buazzelli), Klaus W. Krause (De Filippo), Marianne Wischmann (Lee), Wolfgang Eichberger (Gora), Heidi Treutler (Galli), Eleonore Noelle (Marzi), Alice Franz (Brignone) und andere.